# لو فيني
لو فيني (بالإنجليزية: Lou Finney) هو لاعب كرة قاعدة أمريكي، ولد في 13 أغسطس 1910 في مقاطعة شامبيرس في الولايات المتحدة، وتوفي في 8 مايو 1966 في لافاييت في الولايات المتحدة بسبب خثار تاجي.

## وصلات خارجية
- لو فيني على موقع جمعية أبحاث البيسبول الأمريكية (الإنجليزية)